# Атанас Павлов
 Тази статия е за българския духовник.  За агронома вижте Атанас Павлов (агроном).  
Атанас Павлов, известен като поп Ташо, е български свещеник и деец на българското възраждане в Мелнишко.

## Биография
Атанас Павлов е роден в планинското село Кашина, Мелнишко. Поради бедност шестнадесетгодишен става ратай в Мелник. Неизвестно къде отива да учи църковнославянско писмо. Около 1864 година е ръкоположен за свещеник и до 1899 година служи в църквата „Света Марина“ в село Горни Орман, Мелнишко. След издаването на фермана за учредяване на Българската екзархия през 1870 година, подписва публична декларация за отказ от Цариградската патриаршия.
Атанас Павлов е един от основателите и член на Мелнишката българска община. На 5 март 1873 година в къщата му в Мелник е открито първото българско училище в града с учител Петър Сарафов. Като пратеник на мелнишката община той обикаля повече от осем месеца из Цариград, Северна и Южна България да събира „волни помощи за въздигането на едно Българско народно училище в Мелник“. Първият „разпис“ е с дата 3 януари 1874 година от общината в Горна Джумая, а последният е от Пловдив, от книжарницата на Христо Г. Данов. Атанас Павлов получава дарения от Екзархията и редица български общини, читалища, дружества и частни дарители в градовете Цариград, Тулча, София, Скопие, Самоков, Щип, Видин, Свищов, Кюстендил, Пазарджик. Сред дарителите са още Крива паланка, българите от Галац и Браила, Рилският манастир и други. До 11 юли 1874 година са събрани общо 10158 гроша. След тази дата обиколката му продължава. Из между новите дарители за българското училище в Мелник се нареждат Шумен, Габрово, Чирпан, Калофер, Клисура, Копривщица, Пирдоп, Панагюрище, Пещера, Брацигово, Казанлък, Пловдив и други. Сред частните благодетели личат имената на Кръстю Пишурка, Димитър Бисеров, Евлоги Георгиев, Петър Бонев. Мисията на Атанас Павлов завършва твърде резултатно. Събраната сума достига 19500 гроша без стойността на вестниците, книгите и другите материали. На 14 септември 1874 година той представя точен отчет пред общината за събраните суми. Чрез цариградския вестник „Век“, общината отправя публична благодарност към дарителите.
От 1899 година Атанас Павлов е свещеник в село Склаве, Мелнишко.
Убит е през 1907 година от наемни убийци до село Дере Мислим, Мелнишко. Атанас Павлов е баща на просветния деец Костадин Попташев.